# 锡夫里
锡夫里（法語：Civry，法語發音：[sivʁi]）是法国厄尔-卢瓦省的一个旧市镇，位于该省南部，属于沙托丹区。2017年1月1日，锡夫里和相邻的另外3个市镇合并为新市镇维勒莫里（Villemaury）。

## 地理
锡夫里（48°5'26"N, 1°29'28"E）面积17.89 平方千米，位于法国中央-卢瓦尔河谷大区厄尔-卢瓦省，该省份为法国北部内陆省份，北起顺时针与厄尔省、伊夫林省、埃松省、卢瓦雷省、卢瓦-谢尔省、萨尔特省和奧恩省接壤。
与锡夫里接壤的市镇（或旧市镇、城区）包括：诺通维尔、瓦里兹、维朗皮、迪努瓦地区吕茨、维勒莫里。

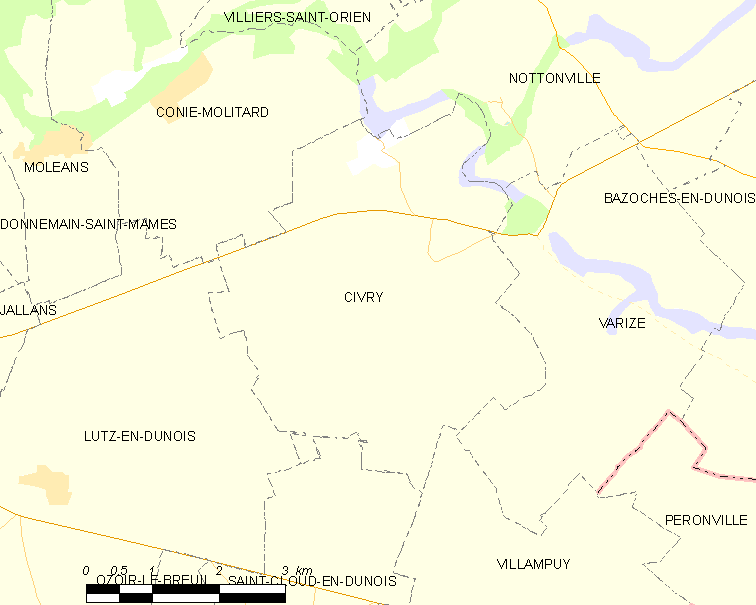
锡夫里的OSM定位图

锡夫里的时区为UTC+01:00、UTC+02:00（夏令时）。

## 行政
锡夫里的邮政编码为28200，INSEE市镇编码为28101。

## 政治
锡夫里所属的省级选区为沙托丹县。

## 人口

1962-2008年间锡夫里人口变化图示

锡夫里于2018年1月1日时的人口数量为341人。